# MARO
Mariana Brito de la Cruz Forjaz Secca (Lisboa, 30 d'octubre de 1994), més coneguda per MARO (estilitzat en majúscules), és una cantautora portuguesa, guanyadora del Festival RTP de la Cançó de 2022 i representant de Portugal en el Festival de la Cançó d'Eurovisió de 2022 amb la cançó Saudade, saudade, on finalitzà en 9a posició.

## Biografia

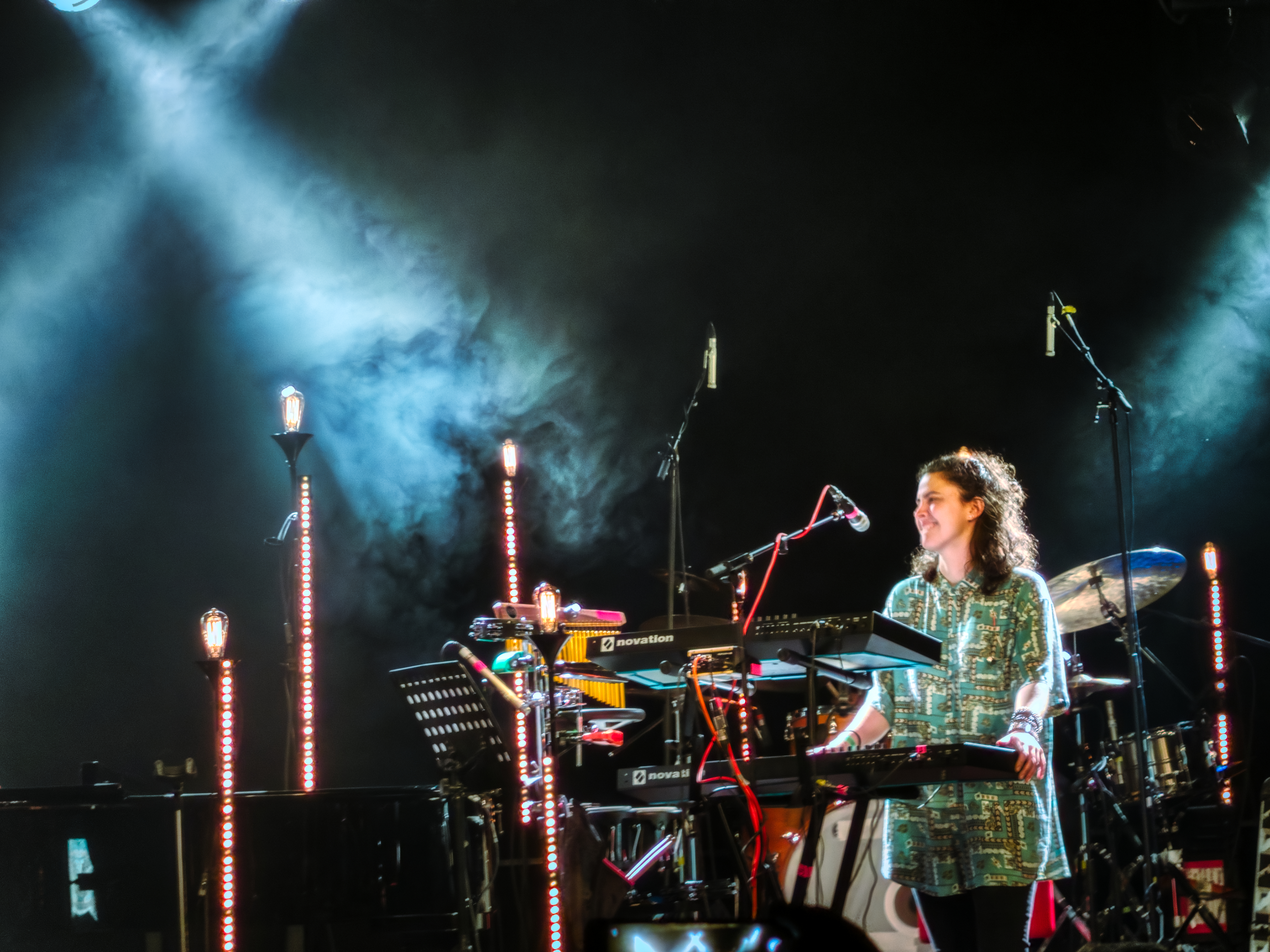
Maro amb Jacob Collier (2019).

### Inicis
D'origen italià per part de pare, Maro va estudiar en el Berklee College of Music de Boston. Es va mudar a Los Angeles per donar inici a la seva carrera musical. Va enregistrar una sèrie d'àlbums l'any 2018 que van cridar l'atenció del músic anglès Jacob Collier. També va ser escollida per obrir els concerts en la gira de la britànica Jessie J. El 2021 va publicar un EP amb quatre cançons, en col·laboració amb el cantant reunionès Nasaya.

### Eurovisió
El dia 21 de gener de 2022, es va anunciar la participació de MARO en la 56a edició del Festival RTP de la cançó –un concurs musical que té l'objectiu de seleccionar el representant representant portuguès del Festival d'Eurovisió. Amb la cançó Saudade, saudade, va ser la intèrpret més votada pel jurat i pel públic en la final, guanyant així la plaça per representar el seu país a Torí.
La cantant va enregistrar una versió acústica d'aquest tema a l'església romànica de Santa Eugènia de Relat, a Avinyó, acompanyada a les veus per Judit Neddermann, Sílvia Pérez Cruz i Rita Payés, entre d'altres.
El 10 de maig es va celebrar a Torí la primera semifinal, on Portugal va ser la 4ª classificada i va segellar la seva participació en la final del dissabte 14. En aquesta, Maro va ser la tercera artista en actuar. Després de la primera ronda de votacions, la dels jurats nacionals, es va situar en 5è lloc, amb 158 punts, empatada amb la 6a, Amanda Tenfjord de Grècia. El recompte del vot popular va donar a Portugal 49 punts més; d'aquesta manera Maro va sumar-ne 207 i va assolir la 9a posició final.

### Reconeixement internacional
Mesos després del bon resultat a Eurovision, MARO va treure un nou àlbum: can you see me? Totes les cançons d'aquest treball són cantades en anglès, a excepció de Juro que vi flores, on rep la participació del mític cantant brasiler Milton Nascimento. El 2023 veu la llum un nou LP, hortelã, un disc més íntim, per ser cantat a guitarra i veu, predominantment en portuguès i on destaca el treball dels guitarristes catalans Dario Barroso i Pau Figueres, a més de la cançó que interpreta junt amb Sílvia Pérez Cruz.

## Discografia
| Àlbums d'estudi - 2018 – Maro, vol. 1 - 2018 – Maro, vol. 2 - 2018 – Maro, vol. 3 - 2018 – Maro & Manel (amb Manuel Rocha) - 2018 – It's OK - 2022 – can you see me? - 2023 – hortelã EPs - 2021 – Pirilampo - 2022 – MARO ilumina Sonastério (en directe) | Singles - 2019 – Midnight Purple (amb Nasaya) - 2019 – Why (amb Ariza) - 2019 – What Difference Will It Make - 2020 – Mi condena (amb Vic Mirallas) - 2021 – Tempo (amb Nasaya) - 2021 – I See It Coming (amb Nasaya) - 2022 – Saudade, saudade Col·laboracions - 2021 – Walk Above the City (The Paper Kites) - 2022 – Better Now (Odesza) |